# Юрчук Василь Ісакович
Василь Ісакович Юрчук (19 серпня 1921, смт Бродецьке, Козятинський район, Вінницька область — 5 серпня 2001, Київ) — український радянський історик, директор Інституту історії партії при ЦК КПУ. Кандидат у члени ЦК КПУ в 1976—1986 роках. Член ЦК КПУ в 1986—1990 роках. Депутат Верховної Ради УРСР 11-го скликання. Доктор історичних наук, член-кореспондент АН Української РСР (з 1974 року).

## Біографія
1942 року закінчив філософський факультет Об'єднаного українського університету в місті Кзил-Орді (Казахстан).
У 1942—1945 роках — служив у Червоній армії, учасник німецько-радянської війни. У 1943 році закінчив Харківське училище хімічного захисту Червоної армії. Член ВКП(б) з 1945 року.
У 1946—1949 роках — аспірант кафедри історії КПРС Київського державного університету. У 1949 році захистив кандидатську дисертацію «Партийная и государственная деятельность М.В.Фрунзе на Украине (1921 — март 1924 годы)».
У 1949 році — старший лаборант кафедри історії КПРС, у 1949—1952 роках — старший викладач, у 1952—1954 роках — завідувач кафедри марксизму-ленінізму Монгольського державного університету.
З 1954 року — доцент кафедри історії КПРС Київського державного університету імені Тараса Шевченка.
У 1956—1973 роках — завідувач кафедри історії КПРС Української сільськогосподарської академії.
У 1965 році захистив докторську дисертацію «Борьба Коммунистической партии Украины за восстановление и дальнейшее развитие народного хозяйства республики в послевоенный период (1945—1952 гг.)».
У 1974—1988 роках — директор Інституту історії партії при ЦК КПУ, у 1989—1991 роках — старший науковий співробітник цього ж Інституту.
Потім — на пенсії в місті Києві.
Автор понад 100 публікацій з історії Комуністичної партії в Україні. 

## Праці
- Юрчук В. І. Культурне життя в Україні у повоєнні роки: світло і тіні / В. І. Юрчук; НАН України, Інститут національних відносин і політології. — К.: Асоціація «Україно», 1995. — 80 с.
- Советская Украина в годы Великой Отечественной войны 1941—1945 [Текст]: документы и материалы: В 3 т. / сост. Д. Ф. Григорович [и др.]; ред. кол. В. И. Юрчук [и др.]; Институт истории партии при ЦК Компартии Украины — Филиал Института марксизма-ленинизма при ЦК КПСС, Институт истории АН УССР. — К.: Наукова думка, 1985.
- Во главе нерушимого братства: коммунистическая партия — вдохновитель и организатор боевого и трудового содружества народов СССР в ходе освобождения Советской Украины от немецко-фашистских захватчиков: Материалы республиканской науч. конф., 29 сентября 1984г. / Институт истории партии при ЦК Компартии Украины — Филиал Института марксизма-ленинизма при ЦК КПСС ; сост. Д. Ф. Григорович [и др.]; ред. кол. В. И. Юрчук [и др.]. — К.: Политиздат Украины, 1985. — 335 с.
- Нариси історії Комуністичної партії України / В. І. Юрчук [та ін.]; Інститут історії партії при ЦК Компартії України — Філіал Ін-ту марксизму-ленінізму при ЦК КПРС. — 4. вид., доп. — К.: Політвидав України, 1977. — 763 с.
- Юрчук В. І. П'ятдесят літ на сторожі української науки та культури: монографія. — Київ: Персонал, 2012. — 224 с. — ISBN 978-617-02-0090-7/

## Нагороди
- орден Вітчизняної війни І ст.
- орден Вітчизняної війни ІІ ст.
- орден Червоної Зірки
- ордени
- медалі
- Заслужений працівник вищої школи